# Tanjung Lipat II
Tanjung Lipat II is een bestuurslaag in het regentschap Aceh Tamiang van de provincie Atjeh, Indonesië. Tanjung Lipat II telt 332 inwoners (volkstelling 2010).